# Jabal al-Fawwar
Jabal al-Fawwar este un munte din Guvernoratul Hama din Siria. Are o altitudine de 1.174 de metri, se situează pe locul al treilea cel mai înalt munte din Hama și al 203-lea cel mai înalt din Siria.